# 寿昌軍
寿昌军，中国宋朝的行政区划——军。
宋宁宗嘉定十五年（1222年），升鄂州武昌县（今湖北省鄂州市）为寿昌军使，续升寿昌军。宋理宗端平元年（1234年），以武昌县还隶鄂州。元朝至元十四年（1277年），升武昌县为散府，治本县。后革武昌府，以武昌县属本武昌路。